# Petrova Slatina
Petrova Slatina is een plaats in de gemeente Šodolovci in de Kroatische provincie Osijek-Baranja. De plaats telt 262 inwoners (2001).